# Control (toets)

De positie van de Ctrl-toets op een standaard internationaal toetsenbord

Control (afgekort: Ctrl) is een toets op het toetsenbord van veel computers. De toets heeft als functie dat een bepaalde opdracht wordt uitgevoerd, als Ctrl in combinatie met een andere toets wordt ingedrukt.

## ASCII-stuurcodes
Een computerterminal heeft meestal toetsen voor alle 95 afdrukbare ASCII-codes en een drietal besturingscodes (Backspace, Tab en Carriage return). Van de overige 30 codes hebben de meeste voor de terminal geen betekenis. Om deze codes toch te genereren, wordt de Ctrl-toets gebruikt in combinatie met een andere toets. Dit heeft tot gevolg dat de bits 5 en 6 nul worden gemaakt. Bijvoorbeeld, de toets M genereert 0101101 en Ctrl-M genereert 0001101.
Controlcodes die betekenis hebben voor de terminal zijn:
| Invoer met Ctrl | Kan ook met  | Bits    | Werking bij invoer (afhankelijk van de computer)                                                                  | Werking bij uitvoer (naar de terminal)                                  |
| --------------- | ------------ | ------- | --- | ----------------------------------------------------------------------- |
| Ctrl G          |              | 0000111 | | Geluidssignaal (bel bij oudere terminals, piepje bij moderne terminals) |
| Ctrl H          | Backspace    | 0001000 | Wordt bij invoer vaak gebruikt om typefouten te verbeteren                                                        | Cursor gaat een stap terug                                              |
| Ctrl I          | Tab          | 0001001 | | Cursor gaat een aantal spaties verder                                   |
| Ctrl J          |              | 0001010 | | Line feed (papier wordt opgeschoven of cursor gaat een stap omlaag)     |
| Ctrl M          | Return/Enter | 0001101 | Einde van de regel, opdracht starten. De computer vertaalt dit vaak naar CRLF, d.w.z. dat Ctrl J wordt ingevoegd. | Carriage return (wagen naar links, zonder dat het papier opschuift)     |
| Ctrl Q          |              | 0010001 | Ga verder met zenden (na Ctrl S)                                                                                  |                                                                         |
| Ctrl S          |              | 0010010 | Stop met zenden, wordt gebruikt als de computer sneller zendt dan de terminal kan verwerken                       |                                                                         |

## Tekst bewerken en opmaken in grafische omgevingen
De volgende toetscombinaties kunnen bijna universeel in grafische omgevingen (zoals Microsoft Windows en het X Window System) worden gebruikt:
- Ctrl-@: naar de tweede tab
- Ctrl-A: Selecteer alles (Select All)
- Ctrl-B: Vetgedrukt maken (Bold)
- Ctrl-C: Kopiëren (Copy)
- Ctrl-D: Lettertype (Font)
- Ctrl-E: Centreren (Centre)
- Ctrl-F: Zoeken (Find)
- Ctrl-G: Ga naar pagina ... (Go to)
- Ctrl-H: Vinden en Vervangen (Replace)
- Ctrl-I: Cursief maken (Italic)
- Ctrl-J: Uitlijnen (Justify)
- Ctrl-K: Link invoegen (Insert hyperlink)
- Ctrl-L: Links uitlijnen (Align Left)
- Ctrl-M: Inspringen (First Indent)
- Ctrl-N: Nieuw (bv. bestand of venster)
- Ctrl-O: Openen (Open)
- Ctrl-P: Afdrukken (Print)
- Ctrl-Q
- Ctrl-R: Rechts uitlijnen (Align Right)
- Ctrl-S: Opslaan (Save)
- Ctrl-T: Hanging Indent (Hanging Indent)
- Ctrl-U: Onderstrepen (Underline)
- Ctrl-V: Plakken (Paste)
- Ctrl-W: Document Afsluiten (Close)
- Ctrl-X: Knippen (Cut)
- Ctrl-Y: Opnieuw toepassen (Redo)
- Ctrl-Z: Ongedaan maken (Undo)
- Ctrl-[
- Ctrl-\
- Ctrl-]
- Ctrl-^

Op een Apple Macintosh moet in plaats van de Ctrl-toets de Command-toets worden gebruikt.

## Emacs-toetscombinaties
De teksteditor Emacs gebruikt ook de Ctrl-toets om commando's te geven, maar deze zijn geheel anders dan de Windows-standaard die hierboven beschreven is. In Emacs wordt de hoofdletter C gebruikt om de Control-toets aan te geven, dus b.v. C-c betekent hetzelfde als Ctrl-C (namelijk: druk de Control-toets en de C-toets tegelijk in). Vaak moeten er meerdere combinaties achter elkaar ingetoetst worden om een commando uit te voeren, zodat er meer mogelijkheden zijn dan de 26 letters uit het alfabet toelaten; bijvoorbeeld C-x C-f betekent "eerst Ctrl-X indrukken, loslaten en daarna Ctrl-F indrukken".
Enkele veelgebruikte combinaties in Emacs zijn:
- C-a: naar begin van regel gaan
- C-b: één teken achteruit gaan (Back)
- C-d: wis teken vóór invoegpositie (Delete)
- C-e: naar einde van regel gaan (End)
- C-f: één teken vooruit gaan (Forward)
- C-k: Knip tekst tot het einde van de regel (Kill, de Emacs-naam voor "knippen")
- C-l (de letter L, niet het cijfer 1): zet huidige regel verticaal middenin beeld
- C-n: één regel naar onder gaan (Next line)
- C-p: één regel naar boven gaan (Previous line)
- C-x C-c: Emacs afsluiten (Close)
- C-x C-f: openen (Find file)
- C-x C-s: opslaan (Save)

Deze combinaties werken ook in veel andere Unix-programma's, vooral in die afkomstig van het GNU-project. Ook in de meeste Mac OS X programma's kunnen veel van de Emacs-toetscombinaties gebruikt worden, bijvoorbeeld Ctrl-L om de huidige regel in een tekstinvoerveld verticaal te centreren op het beeld.

## Toetsenbord
Op een IBM/Windows toetsenbord zit de toets links- en rechtsonder: